# Języki wschodniosemickie
Języki wschodniosemickie – grupa języków, należąca do języków semickich w wielkiej rodzinie języków afroazjatyckich. Obejmuje ona wymarłe już języki, którymi posługiwano się w Mezopotamii.

Podział języków semickich (kolor zielony – wschodnio-, czerwony – centralno-, niebieski – południowosemickie).

## Klasyfikacja języków wschodniosemickich
Obecnie przyjęty jest następujący podział wśród języków wschodniosemickich:
języki afroazjatyckie
języki semickie
języki wschodniosemickie
akadyjski
dialekt staroakadyjski
dialekt asyryjski
dialekt babiloński
eblaicki

## Pismo
Języki wschodniosemickie były pod wpływem języka sumeryjskiego, który był jednym z wiodących języków w Mezopotamii. To właśnie od języka sumeryjskiego języki wschodniosemickie zapożyczyły pismo klinowe.